# Großsteingrab Klingerbakke
Das Großsteingrab Klingerbakke (dänisch Klingerbakke Jættestue) ist eine megalithische Grabanlage der jungsteinzeitlichen Nordgruppe der Trichterbecherkultur im Kirchspiel Ferslev in der dänischen Kommune Frederikssund.

## Lage
Das Grab liegt nordöstlich von Vellerup Sommerby in einem baumbestandenen Areal südlich des Nordvejen, nur wenige Meter westlich der Mühle von Vejleby. In der näheren Umgebung gibt bzw. gab es zahlreiche weitere megalithische Grabanlagen.

## Forschungsgeschichte
In den Jahren 1873 und 1942 führten Mitarbeiter des Dänischen Nationalmuseums Dokumentationen der Fundstelle durch. Eine weitere Dokumentation erfolgte 1989 durch Mitarbeiter der Forst- und Naturbehörde.

## Beschreibung

### Architektur
Die Anlage besitzt eine runde Hügelschüttung, deren Durchmesser im Bericht von 1873 mit 17,5 m, im Bericht von 1842 hingegen mit 19 m angegeben ist. Die Höhe des Hügels beträgt 2,5 m. Eine steinerne Umfassung ist nicht zu erkennen. Die Grabkammer ist als Ganggrab anzusprechen. Sie hat eine Länge von etwa 6,3 m. Fast alle Steine der Kammer scheinen gesprengt zu sein, nur ein großer Findling mit einer Länge von 1,5 m und einer Breite von 0,6 m scheint unbeschädigt. An der Südostseite befand sich der Zugang zur Kammer. Ihr war ein Gang mit einer Länge zwischen 5 m und 5,6 m vorgelagert. Hier sind noch drei größere und ein kleinerer Stein vorhanden.

### Funde
Im Gang wurde ein menschliches Skelett gefunden.